# Канцелярия Её Величества
Канцелярия Ее Величества — учреждение существовавшее в Российской империи, которое ведало делами по прошениям подаваемым на высочайшее Её Величества имя, а также по частным благотворительным обществам и воспитательным и учебным заведениям, состоящим под покровительством Её Величества. 
Помимо этого Канцелярия Её Величества заведовало собственными Ее Величества средствами и капиталами со специальными назначениями, находящимися в распоряжении Её Величества.
Канцелярия Её Величества принадлежало к числу учреждений Министерства императорского двора и находилось под личным управлением секретаря Её Величества.